# Amazing X-Men
Amazing X-Men è una testata fumettistica pubblicata dall'editore statunitense Marvel Comics a partire dal novembre 2013. È stata la seconda a portare tale titolo, dopo la prima mini-serie omonima lanciata nel 1995 durante il crossover Era di Apocalisse. Condividendo l'ambientazione della Jean Grey School con la testata Wolverine and the X-Men, protagonisti qui sono gli X-Men insegnanti guidati da Wolverine.

## Storia editoriale
Presentata nel luglio 2013 durante il San Diego Comic-Con International, assieme all'annuncio del ritorno in vita di Nightcrawler e all'entrata di Firestar fra gli X-Men durante il primo arc, il secondo volume della testata è sceneggiata da Jason Aaron per i disegni di Ed McGuinness. Sfruttando alcuni spunti narrativi seminati durante la sua gestione di Wolverine and the X-Men, di cui annuncia la chiusura, Aaron ha come obiettivo far riemergere l'aspetto supereroistico e avventuriero degli X-Men lontani dalle mura scolastiche e dal folto cast di personaggi che le abita. Purtroppo a causa dei molteplici impegni con le altre testate da lui sceneggiate Aaron abbandona Amazing X-Men con il n. 6 (aprile 2014) che passa quindi a Kathryn Immonen per il n. 7 (maggio 2014) per poi essere definitivamente assegnato al duo Craig Kyle e Chris Yost a partire dal n. 8 (giugno 2014).

## Prima serie
La mini-serie Amazing X-Men, quattro numeri pubblicati fra marzo e giugno 1995, sostituì X-Men (vol. 2) durante il crossover l'Era di Apocalisse in cui ciascuna testata all'epoca pubblicata cambiò titolo e numerazione. Sceneggiata da Fabian Nicieza per i disegni di Andy Kubert, conta fra i protagonisti Banshee, Dazzler, Exodus e Uomo Ghiaccio guidati da Tempesta e Quicksilver. Incaricati di evacuare quanti più umani possibile dall'America all'Europa per salvarli dalle grinfie di Apocalisse, il gruppo finisce per scontrarsi con la Fratellanza del caos e il Cavaliere Abisso. Al termine della missione Quicksilver invia Uomo Ghiaccio da Rogue, Dazzler e Exodus a dar manforte per la ricerca del figlio di Magneto mentre lui, Tempesta e Banshee partono al salvataggio di Alfiere

## Seconda Serie
- Alla ricerca di Nigthcrawler

La storia inizia con la storia della vita di Nigthcrawler e viene detto che ormai la sua storia è finita. Ma aggiungono che "a volte la fine e solo l'inizio di qualcosa di ancor più prodigioso. Poi si vede Nigthcrawler che si annoia in paradiso, ma vede dei pirati che attaccano le anime, e allora li sconfigge. In seguito sconfigge anche il loro capo, ossia Azazel. Questi riesce però a fuggire. Allora Nigthcrawel,  tramite un portale costruito dai Bamf, porta gli X-Men nell'aldilá. Qui Wolverine cade dal paradiso, e allora Northstar lo segue per salvarlo. Invece all'inferno Tempesta viene catturata, e Firestar (l'ultima arrivata nelle file degli X-Men) fugge portando con sé Uomo Ghiaccio.
Anche Bestia arriva al Purgatorio e affronta Azazel, che però lo butta in mare, con una spada conficcata nella schiena e poi lascia la nave. Allora Bestia si infuria e attacca la nave. Dopo aver sconfitto i pirati attacca Nigthcrawrel, che nel frattempo ha liberato Tempesta. Bestia però riesce a ricordarsi dell'amico e torna in sé. I tre si dirigono poi in una grotta dove i Bamf hanno portato Firestar e Uomo Ghiaccio, ai quali Nigthcrawrel spiega che i Bamfs erano delle larve demoniache, alle quali Azazel aveva donato il sangue, ma alcuni Bamfs si sono alleati con Nigthcrawrel,  in cambio di qualcosa di molto prezioso.
Recuperati Northstar e Wolverine dalla gelida e sconfinata tundra del purgatorio gli X-men attaccano Azazel. Verso la fine della battaglia i Bamf creano un nuovo corpo col quale Nigthcrawrel resuscita, così da imprigionare Azazel sulla Terra.
Alla fine della storia si scopre che, per avere il nuovo corpo, Nigthcrawel ha dato la sua anima ai Bamf, tenendolo nascosto agli X-Men.

## Contributi
| Sceneggiatori                                                                                                | Disegnatori                                                               |
| - Fabian Nicieza, 1995 - Jason Aaron, 2013-2014 - Kathryn Immonen, 2014 - Craig Kyle e Chris Yost, 2014-oggi | - Andy Kubert, 1995 - Ed McGuinness, 2013-2014 - Carlo Barberi, 2014-oggi |

## Formazione
| Numeri | Personaggi prima serie                                                                                 |
| ------ | --- |
| 1-4    | Banshee, Dazzler, Exodus, Quicksilver, Tempesta, Uomo Ghiaccio                                         |
|        | Personaggi seconda serie                                                                               |
| 1-6    | Bestia, Firestar, Nightcrawler, Northstar, Tempesta, Uomo Ghiaccio, Wolverine                          |
| 7      | Firestar, Uomo Ghiaccio, Uomo Ragno                                                                    |
| 8-12   | Colosso, Firestar, Rachel Grey, Nightcrawler, Northstar, Rockslide, Tempesta, Uomo Ghiaccio, Wolverine |
| 13     | Anole, Nightcrawler, Northstar                                                                         |
| 14     | Mystica, Nightcrawler                                                                                  |
| 15-19  | Colosso, Firestar, Nightcrawler, Northstar, Pixie, Rachel Grey, Rockslide, Tempesta, Uomo ghiaccio     |